# Мамарэ Тоно
Мамарэ Тоно (яп. 橙乃 ままれ То:но Мамарэ), настоящее имя Дайсукэ Умэдзу (яп. 梅津 大輔 Умэдзу Дайсукэ) — японский писатель

, мангака, автор ранобэ и манги, наиболее известный по своим произведениям Log Horizon и Maoyuu Maou Yuusha.

## Известные произведения
Наиболее известными произведениями Мамарэ Тоно являются Log Horizon и Maoyuu Maou Yuusha. Первое из них, Log Horizon, было трижды экранизирован в формате аниме-сериала. Премьера первого сезона состоялась в октябре 2013 года. Другим известным произведением Тоно является серия манги «Траттория после школы» (яп. 放課後のトラットリア Хо:каго но тратториа).

## Инцидент с уплатой налогов
В 2015 году Тоно был обвинён в уклонении от уплаты налогов за нарушение закона о корпоративном налоге. В СМИ сообщалось, что Тоно не смог зарегистрировать 120 миллионов иен (около 996 438 долларов США) в виде гонорара от печатных версий его романов Maoyuu Maou Yuusha и Log Horizon в своей декларации о подоходном налоге за трёхлетний период, заканчивающийся в 2014 году. По имеющимся данным, Тоно должен правительству Японии 30 миллионов иен (около 249 114 долларов США) в виде налогов. Через некоторое время автор извинился перед своими поклонниками на официальном сайте и заявил, что оплатил налоги, после чего расследование в отношении него было официально закрыто.